# Estrellados burgaleses
Los estrellados burgaleses son un plato típico de la gastronomía de Castilla y León consistente en la fritura de una o varias morcillas. Estas, desmenuzadas, se tuestan ligeramente en aceite de oliva y se acompañan posteriormente con diversa guarnición.

## Características
Se emplea aceite de oliva para la fritura de la morcilla y se acompaña de patatas y huevos con algunos pimientos del piquillo. Para elaborar el plato se suele emplear como acompañamiento de las patatas cortadas en tiras (a dedo), para rehogarlas. Una vez hecho esto, se sacan para subir la temperatura y freírlas nuevamente. Se preparan unos huevos con puntilla y se unen todo en una misma fuente rompiendo y rebozando los huevos. También se le puede añadir pimientos.